# Семерджиев, Роман Иванович
Роман Иванович Семерджиев (1919—1999) — советский и российский архитектор. Заслуженный архитектор РСФСР (1976), лауреат премии Совета Министров СССР (1983).

## Биография

Дом правительства Киргизской ССР

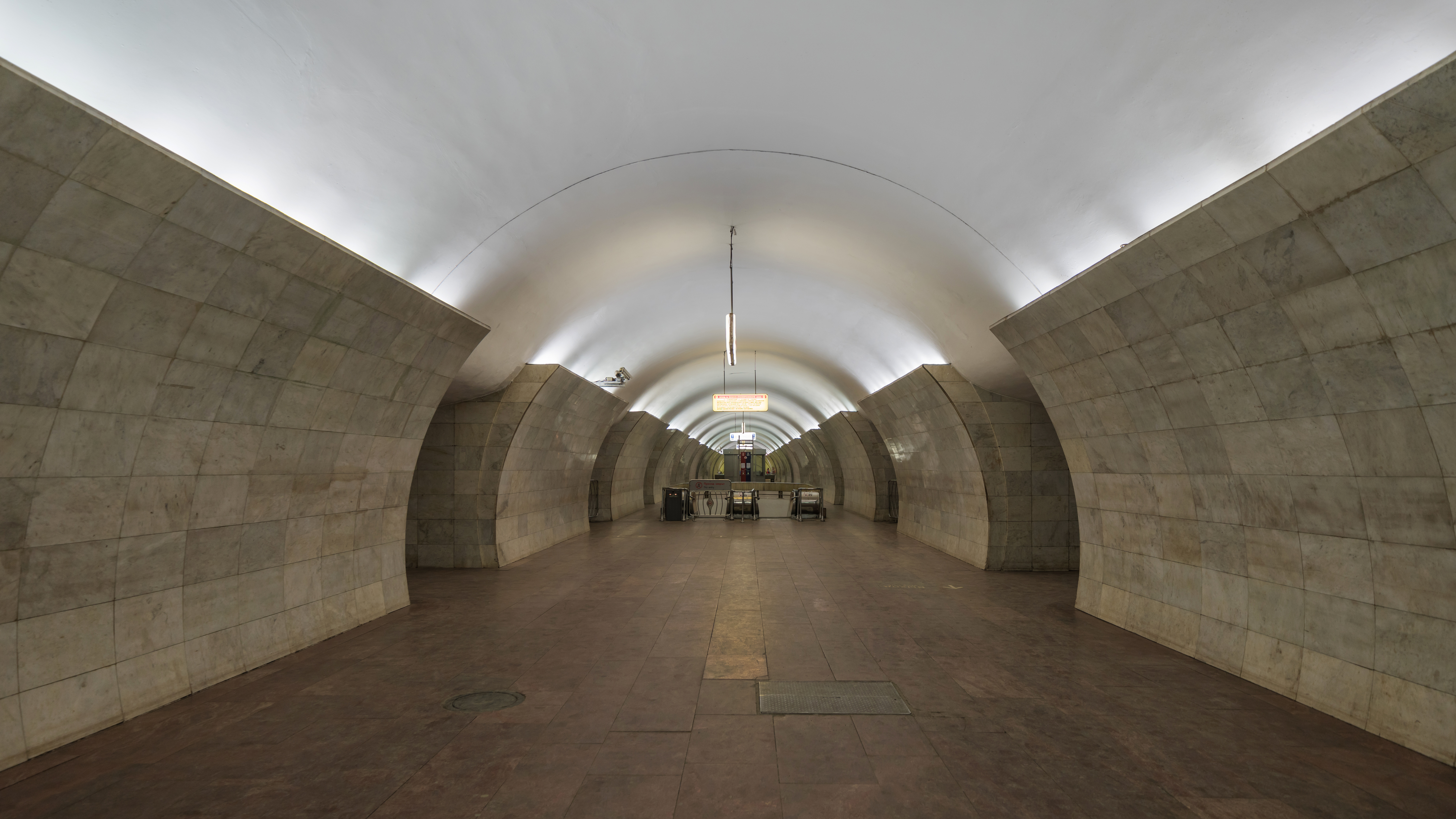
Станция метро «Тверская»

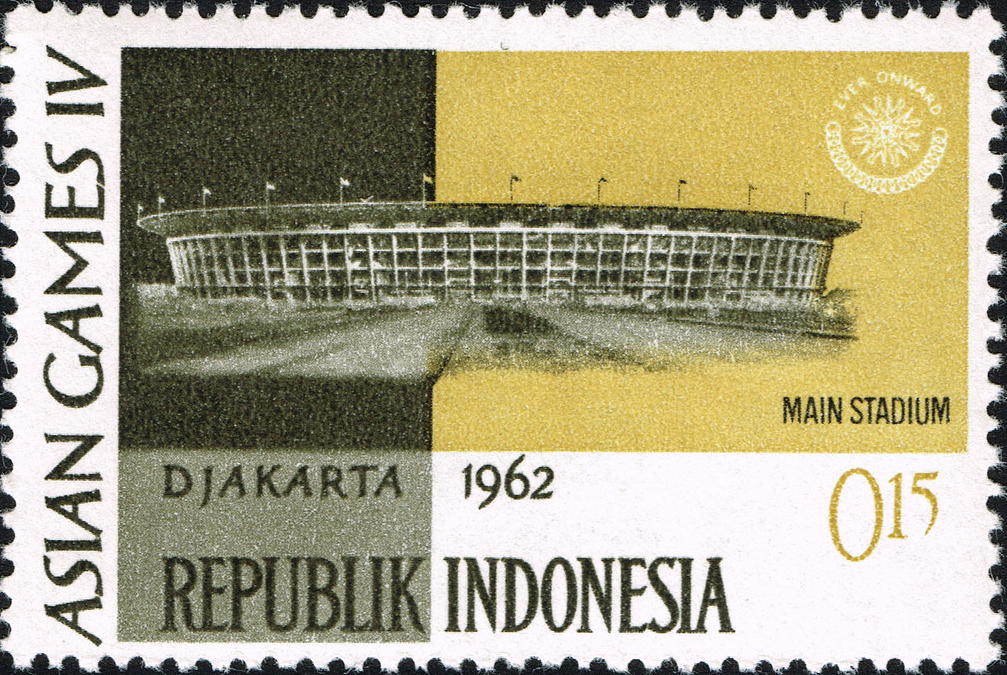
Стадион в Джакарте на марке 1962 года

Родился 14 января 1919 года в Батуми (Грузия). Его отец, Иван Григорьевич Семерджиев, в 1920-х годах занимал пост наркома здравоохранения Абхазской ССР. Был обвинён в контрреволюционном троцкистском заговоре и расстрелян в 1937 году.
В 1930-х годах Р. И. Семерджиев учился в Московском архитектурном институте у А. К. Бурова, был одним из его соавторов на строительстве дома Наркомлеса (Тверская улица, 25). После окончания института 1940 году под руководством А. В. Щусева принимал участие в проектировании застройки участка Садового кольца между Крымским и Большим Краснохолмским мостами, в разработке проектов здания Президиума Академии наук СССР и здания органов госбезопасности на Лубянской площади. В 1947 году окончил аспирантуру Московского архитектурного института и вступил в Союз архитекторов СССР.
В 1946 году вместе с архитектором В. Руссаком и художником Б. Лораном выполнил внутреннюю отделку магазина московских сувениров (Столешников переулок, 13) и магазина мебели и ковров (Пушкинская улица, 32). В конце 1940-х годов стал победителем конкурса на проект дома правительства Киргизской ССР в городе Фрунзе (ныне Бишкек, Кыргызстан), и этот проект был реализован в натуре. По поручению А. В. Щусева спроектировал надгробие патриарха Сергия в Елоховском соборе, сооружение которого было осуществлено в 1950 году. Под руководством И. В. Жолтовского совместно с архитекторами М. В. Лисицианом, Н. К. Базалеевым, А. Г. Заком и Е. И. Кувшиновым выполнил проект жилого городка близ станции Железнодорожная.
Под руководством Л. В. Руднева принимал участие в проектировании и строительстве главного здания МГУ (работал над элементами фасада) и Дворца культуры и науки в Варшаве. Работал над выставочными павильонами в Измире и торгово-промышленными павильонами в Сирии. Под руководством В. С. Андреева занимался проектированием жилых кварталов в Марфине. Спроектировал и построил дом академика С. П. Королёва в Москве, ставший теперь его домом-музеем.
В 1959—1962 годах совместно с Л. А. Муромцевым и другими архитекторами и инженерами спроектировал и построил спортивный комплекс со стадионом на 100 тысяч мест, залом и бассейном в Джакарте (Индонезия). В ходе работы над стадионом Р. И. Семерджиев вместе с Л. А. Муромцевым неоднократно посещал Индонезию и встречался с президентом Сукарно. Для Москвы он выполнил проект гигантского перекрытия стадиона «Динамо».
Вместе с коллективом архитекторов выиграл конкурс проектов архитектурного оформления станции «Горьковская» (ныне «Тверская»), на который было представлено более 40 работ. Как руководитель авторского коллектива занимался строительством станции. Как победитель архитектурного конкурса в составе коллектива проектировал фасады Центрального дома архитектора.
Получил авторское свидетельство на изобретение за проект сборно-разборного дома для геологов. В разобранном виде он представляет собой стопку панелей, его монтаж выполняется без участия строителей и дополнительных стройматериалов. Кроме того, для Министерства геологии Р. И. Семерджиев спроектировал и построил здания ЦНИИ геологоразведки и ВНИИ синтетического кварца в Александрове.
Совместно с архитектором М. В. Посохиным работал над проектом туристического комплекса в Суздале. В частности, по проекту Р. И. Семерджиева было построено здание мотеля для этого комплекса.
Автор конкурсных проектов павильона строительной выставки на ВДНХ (совместно с инженером Ю. Дыховичным), выставочного комплекса на Красной Пресне, крытого стадиона «Олимпийский» (совместно с архитекторами М. Посохиным, Л. Павловым, Б. Тхором, инженерами Б. Гурвичем, Ю. Львовским, Ю. Рацкевичем). Совместно с армянскими архитекторами работал над проектом ресторана «Арарат» на Неглинной улице
Выполнил ряд монументов совместно со скульптором В. М. Клыковым: бюст М. В. Келдышу на территории Института прикладной математики имени М. В. Келдыша РАН (1983), мемориальную доску артистам А. Я. Таирову и А. Г. Коонен в фойе Московского драматического театра имени А. С. Пушкина (1984), памятник героям фронта и тыла в Перми (1985), памятник погибшим заводчанам в Перми (1985), памятник Сергию Радонежскому в селе Радонеж Московской области (1988). В конце 1970-х годов совместно с В. М. Клыковым выполнил конкурсный проект памятника героям международного коммунистического и рабочего движения. Совместно они выполнили проект монумента Победы на Поклонной горе, который в несколько доработанном виде был воплощён в 1995 году как Звонница на Прохоровском поле. Вместе с архитектором Г. Х. Назарьяном спроектировал Мемориал погибшим воинам в Великой Отечественной войне в Сочи, сооружённый в 1985 году.
Занимал должности заместителя председателя Госстроя Киргизской ССР, руководителя ЦНИИЭП торговых зданий, главного архитектора Гипрогеолстроя. В 1970—1980-х годах занимал должность главного архитектора проектов мастерской № 6 Моспроекта-2. Был партгруппоргом своей мастерской.
Занимался рисунком и графикой. Участвовал в художественных выставках. В 1987 году в Центральном доме архитектора состоялась персональная выставка Р. И. Семерджиева.
Работы Р. И. Семерждиева очень разнообразны. Сам он говорил: «нельзя всё время проектировать один вид сооружений: теряешь чувство нового, начинаешь топтаться на месте».

## Награды и звания
- Заслуженный архитектор РСФСР (1976)[1]
- Премия Совета Министров СССР (1983) — за прогрессивные методы сооружения станций метрополитенов на действующих перегонах без перерыва движения поездов на примере станции «Горьковская» Московского метрополитена имени В. И. Ленина (в составе коллектива)[24]